# Tancos
Tancos es una freguesia portuguesa del concelho de Vila Nova da Barquinha, con 1,56 km² de superficie y 295 habitantes (2001). Su densidad de población es de 189,7 hab/km².

## Galería

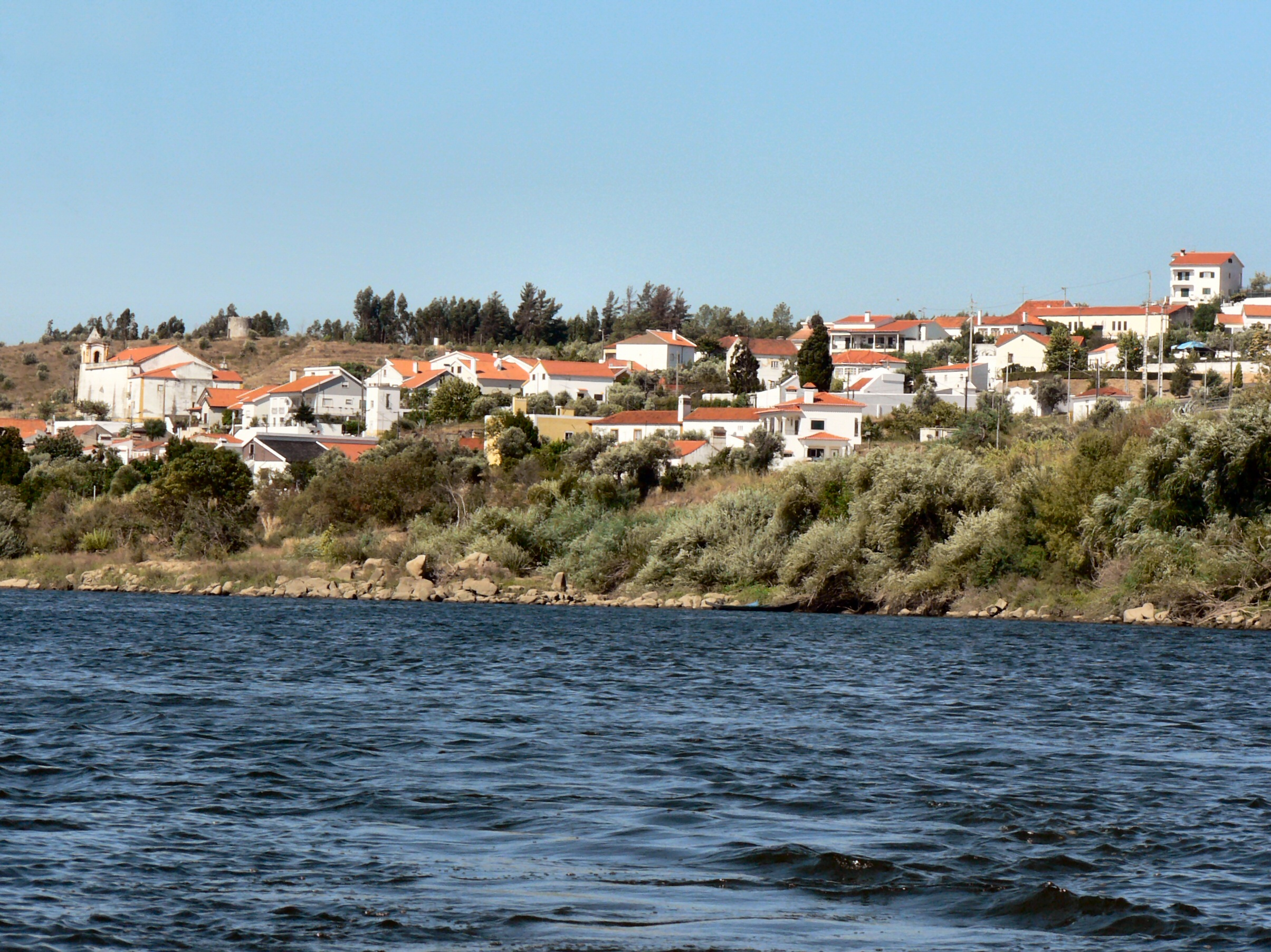
Tancos y el Río Tajo.